# Abu Mahmud al-Chudschandi
Abu Mahmud Hamid ibn al-Chidr al-Chudschandi (arabisch أبو محمود حميد بن الخضر الخجندي, DMG Abū Maḥmūd Ḥamīd bin al-Ḫiḍr al-Ḫuǧandī, auch Abu-Mahmud al-Khujandi; * um 940 in Chudschand (heute Tadschikistan); † um 1000), auch Chodschandi, war ein persischer Astronom und Mathematiker.
Auf ihn geht der Bau des Observatorium in der Nähe der Stadt Rey (Persien) zurück. Die wenigen Fakten über ihn stammen aus den erhaltenen Schriften und Kommentaren des Nasir ad-Din at-Tusi. Denen zufolge war er einer der Herrscher der mongolischen Stämme in der Region Khudzhand.
Als Astronom arbeitete er unter der Schirmherrschaft des buyidischen Amir von Rey. 994 baute er den astronomischen Mauer-Sextanten (vergleichbar einem Quadrant). Damit bestimmte er die Schiefe der Ekliptik zu 23°32′19″. Bedingt durch gravitative Einflüsse der anderen Planeten ändert sich diese astronomische Basisgröße mit der Zeit und muss regelmäßig neu gemessen werden. Im 2. Jahrhundert betrug sie 23°51′20″, heutige Messungen ergeben 23°26′.
Als Mathematiker stellte er einen Beweis zum großen Fermatschen Satz für den Fall n=3 auf, der sich aber wie von Abu Ja'far al-Khazin kritisiert als falsch erwies. Er entdeckte auch den Sinussatz, wobei unsicher ist, ob Abu Nasr Mansur oder Abu l-Wafa ihn eher entdeckten.